# Albana di Romagna amabile
L'Albana di Romagna amabile est un vin italien doux la région d'Émilie-Romagne doté d'une appellation DOCG depuis le 13 avril 1987. Seuls ont droit à la DOC les vins blancs récoltés à l'intérieur de l'aire de production définie par le décret. 

## Aire de production
Les vignobles autorisés se situent dans les provinces de Bologne, Forlì-Cesena et Ravenne dans les communes Borgo Tossignano, Casalfiumanese, Castel San Pietro Terme, Dozza, Fontanelice, Castrocaro Terme e Terra del Sole, Longiano, Meldola, Montiano, Roncofreddo, Brisighella, Casola Valsenio et Riolo Terme  ainsi qu'en partie dans les communes Imola, Ozzano dell'Emilia, Césène, Forlì, Forlimpopoli, Savignano sul Rubicone, Castel Bolognese et Faenza.
La superficie planté en vigne est de 2.150 hectares.
Voir aussi les articles  Albana di Romagna, Albana di Romagna dolce, Albana di Romagna passito, Albana di Romagna passito riserva, Albana di Romagna secco et Albana di Romagna spumante.

## Caractéristiques organoleptiques
- couleur : jaune paille avec des reflets de jaune doré après vieillissement
- odeur : légèrement parfumé, caractéristique avec des arômes d'amande, de pêche et d'agrumes
- saveur : fruité, doux, harmonique, légèrement tannique

L'Albana di Romagna amabile se déguste à une température de 8 - 10 °C et se gardera 1 à 2 ans.

## Production
Province, saison, volume en hectolitres :
- Bologna  (1994/95)  8847,01
- Bologna  (1995/96)  5458,72
- Forlì  (1995/96)  9599,23
- Ravenna  (1993/94)  15405,17
- Ravenna  (1994/95)  13154,5
- Ravenna  (1995/96)  5797,12